# Dariusz Dziekanowski
Dariusz Paweł Dziekanowski (Varsóvia, 30 de setembro de 1962) é um ex-futebolista polonês.
Ele competiu na Copa do Mundo FIFA de 1986, sediada no México, na qual a seleção de seu país terminou na 14º colocação dentre os 24 participantes.

## Títulos
Widzew Łódź
- Copa da Polônia de Futebol (1): 1985

 Legia Warszawa
- Campeonato Polonês de Futebol (1): 1994
- Copa da Polônia de Futebol (2): 1989, 1994